# Bersone
Bersone és un antic municipi italià, dins de la província de Trento. L'any 2007 tenia 295 habitants. Limitava amb els municipis de Castel Condino, Daone, Pieve di Bono, Praso i Prezzo.
L'1 de gener 2015 es va fusionar amb els municipis de Daone i Praso creant així el nou municipi de Valdaone, del qual actualment és una frazione.

## Administració
| Període | Identitat   | Partit        |
| ------- | ----------- | ------------- |
| 2005-   | Lener Bugna | Llista cívica |